# Бергинер, Владимир Моисеевич
Владимир Моисеевич Бергинер (англ. Vladimir M. Berginer; род. 7 ноября 1929, Кишинёв) — молдавский и израильский медик, невролог, кандидат медицинских наук, историк, преподаватель.

## Биография
В годы войны находился с родителями в эвакуации на Кавказе и в Сибири.
Закончил железнодорожную среднюю школу № 17 в Кишинёве и медицинский институт там же (1952). В 1955—1957 годах — в ординатуре в Институте неврологии АМН ССР.
В 1966 году защитил диссертацию кандидата медицинских наук по теме «Лечебное действие эуфиллина при закрытой черепно-мозговой травме в остром периоде». Автор монографии «Эуфиллин в лечении острой закрытой черепно-мозговой травмы» (Кишинёв: Картя молдовеняскэ, 1970. — 208 с.).
В 1957—1973 годах — заведующий неврологическим отделением кишинёвской городской больницы № 4, доцент Кишинёвского медицинского института.
С 1973 года — в Израиле.
В 1974—1994 годах — заведующий нейрососудистым отделением департамента неврологии больницы Сорока, доцент отделения нервных болезней Университета имени Бен-Гуриона в Беэр-Шеве. Живёт в Омере.
Широкую известность получили его работы по медицинской археологии, в которых им предложено неврологическое объяснение гигантизма Голиафа (акромегалия) и рассмотрены неврологические аспекты его поражения в поединке с Давидом (2000, 2006).
Автор научных трудов в области патофизиологии, генетики и семиотики нервных болезней, в особенности церебротендинозного холестероза. Перевёл с румынского языка монографию Артура Крейндлера «Эпилепсия» (М.: Медгиз, 1960).

## Семья
- Жена и соавтор — Юлия Бергинер (урождённая Клетинич), врач[11][12].
- Сестра — музыковед Белла Моисеевна Бергинер-Тавгер (англ. Bella Berginer-Tavger, род. 1943), была замужем за физиком Б. А. Тавгером.